# Paul van Geert
Paul Leon Christiaan van Geert (Temse, 8 januari 1950) is een Belgische psycholoog en emeritus hoogleraar ontwikkelingspsychologie aan de Rijksuniversiteit Groningen. Hij staat bekend om z'n werk over complexe dynamische systeemtheorie en de toepassing daarvan om tweede taalverwerving te bestuderen. Hij is een van de leden van de "Dutch School of Dynamic Systems" die heeft voorgesteld om tijdreeksgegevens toe te passen om de ontwikkeling van de tweede taal te bestuderen, samen met Kees de Bot, Wander Lowie en Marjolijn Verspoor.

## Levensloop
Van 1967 tot 1971 studeerde van Geert psychologie en pedagogische wetenschappen aan de Universiteit Gent in België. In 1975 promoveerde  hij aldaar in de ontwikkelingspsychologie.
In 1976 begon hij als docent aan de Rijksuniversiteit Groningen, waar hij in 1978 hoofddocent werd. Tussen 1978 en 1979 was hij fellow aan het Netherlands Institute for Advanced Study. In 1985 werd hij benoemd tot hoogleraar Ontwikkelingspsychologie aan de Rijksuniversiteit Groningen, en diende hier tot zijn emeritaat in 2015. Tussen 1990 en 1992 was hij decaan van de afdeling Psychologie aan de Rijksuniversiteit Groningen. Tussen 1992 en 1993 was hij fellow bij het  Center for Advanced Study in the Behavioral Sciences aan de Stanford University, Californië, Verenigde Staten.